# Coppa Sabatini 1966
La Coppa Sabatini 1966, quindicesima edizione della corsa, si svolse il 6 ottobre 1966 su un percorso di 231 km. La vittoria fu appannaggio dell'italiano Franco Bitossi, che completò il percorso in 5h39'00", precedendo i connazionali Luciano Armani e Tommaso De Prà.

## Ordine d'arrivo (Top 10)
| Pos. | Corridore          | Squadra            | Tempo    |
| ---- | ------------------ | ------------------ | -------- |
| 1    | Franco Bitossi     | Filotex-Fiorelli   | 5h39'00" |
| 2    | Luciano Armani     | Salvarani          | s.t.     |
| 3    | Tommaso De Prà     | Molteni-Hutchinson | s.t.     |
| 4    | Pietro Guerra      | Salamini-Luxor     | s.t.     |
| 5    | Mario Di Toro      | Vittadello         | s.t.     |
| 6    | Adriano Passuello  | Legnano-Pirelli    | s.t.     |
| 7    | Imerio Massignan   | Bianchi-Mobylette  | s.t.     |
| 8    | Franco Balmamion   | Sanson             | s.t.     |
| 9    | Marino Vigna       | Vittadello         | a 0'10"  |
| 10   | Giancarlo Polidori | Vittadello         | a 3'50"  |